# Agrotis cremata
Agrotis cremata är en fjärilsart som beskrevs av Butler 1880. Agrotis cremata ingår i släktet Agrotis och familjen nattflyn. Inga underarter finns listade i Catalogue of Life.